# Concerto per pianoforte e orchestra n. 1 (Beethoven)
Il Concerto per pianoforte e orchestra n. 1 di Ludwig van Beethoven fu composto in gran parte nel 1795; la prima esecuzione avvenne a Vienna il 18 dicembre 1795, al Großer Redoutensaal del Burgtheater con Beethoven stesso al pianoforte.
Nonostante la numerazione, fu in realtà il terzo concerto per pianoforte scritto da Beethoven: sono antecedenti un mai pubblicato concerto in Mi bemolle maggiore, composto all'età di quattordici anni, e quello che è rubricato come secondo concerto per pianoforte e orchestra, scritto diversi anni prima ma pubblicato solo successivamente.
Il primo concerto fu revisionato da Beethoven nel 1800 che lo eseguì il 2 aprile dello stesso anno al Burgtheater di Vienna.
È strutturato in tre movimenti:
1. Allegro con brio
2. Largo (La bemolle maggiore)
3. Rondò. Allegro scherzando

## Discografia parziale
- Claudio Arrau, Alceo Galliera, Philharmonia Orchestra (Decca Records SDD 227-1970)
- Svjatoslav Teofilovič Richter, Charles Münch, Boston Symphony Orchestra  (RCA Victor, 1961)
- Radu Lupu, Zubin Mehta, Israel Philharmonic Orchestra (Frederic R. Mann Auditorium, Tel Aviv, marzo 1979), Decca 1980